# Franz Michael von Hallweil
Franz Michael von Hallweil (* 30. September 1674 in Wien; † 5. Mai 1749 ebenda) war ein habsburgischer Staats- und Hofbeamter.

## Leben
Johann Franz Michael, Reichsgraf von Hallweil (Hallwyl), ein Sohn des Oberststallmeisters Graf Johann Sebastian von Hallweil (1622–1700) auf Křivsoudov in Böhmen aus der (zweiten) Ehe mit Maria Juliane zu Herberstein, wurde mit Josef, dem Sohn Kaiser Leopolds I. gemeinsam erzogen. Er war für den geistlichen Stand bestimmt, zog aber den Dienst in der Armee vor und wurde Hauptmann im Württembergischen Regiment. Später ernannte ihn der Kaiser zum ungarischen Kammerrat in Pressburg, wo sein ältester Sohn Franz Anton geboren wurde. Als Folge des Rakoczy-Aufstandes wurde seine Stelle aufgehoben und nur dank einer kaiserlichen Pension konnte er sich und seine Familie ernähren. Mit dem Tod Kaiser Josefs fiel diese Unterstützung weg, jedoch erbte seine Frau Franziska Josepha, geborene Freiin von Areyzaga, eine größere Summe von ihrer Mutter.
Graf Franz Michael erfand ein Rostschutzmittel für Waffen, das auf Befehl des Kaisers bei der Armee eingeführt wurde, was dem Erfinder einiges eintrug. 1727 wurde er zum Oberststabelmeister ernannt und führte später auch noch den Titel eines kaiserlichen Kammerherrn. Am Hof war er als leidenschaftlicher Spieler bekannt. Er starb am 5. Mai 1749 und hinterließ drei Söhne und eine Tochter.